# 嬉野の大チャノキ

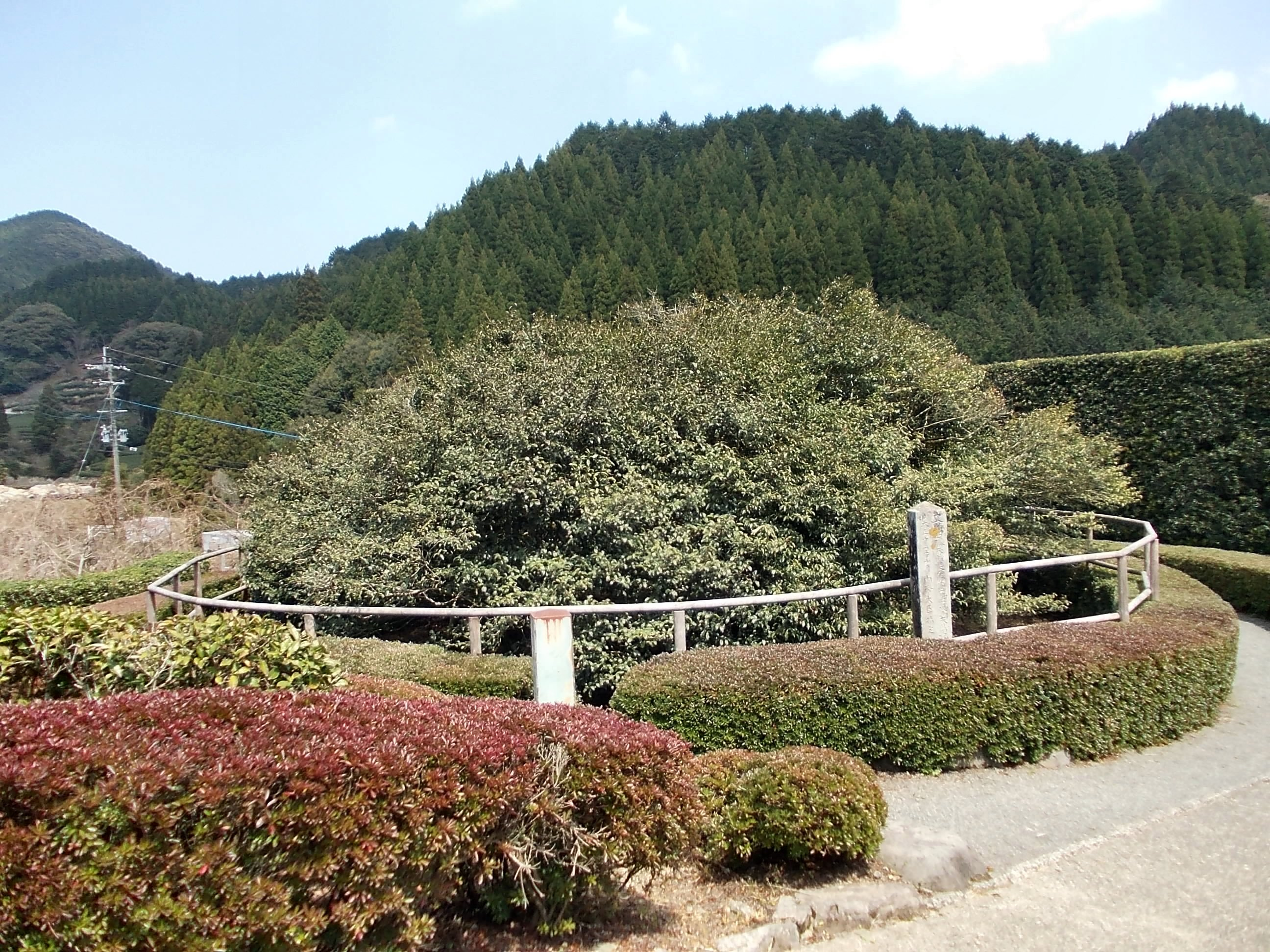
嬉野の大チャノキ

嬉野の大チャノキ（うれしののおおチャノキ）は、佐賀県嬉野市嬉野町不動山地区にある茶の大木。
大茶樹（だいちゃじゅ）とも呼ばれ、国の天然記念物に指定されている。

## 概要
佐賀県南西部、長崎県との県境にある虚空蔵山の東斜面、標高約210メートルの畑にある茶の大木で、1926年（大正15年）10月20日に国の天然記念物の指定を受けた。日本で最初にチャノキが栽培されたと言われている同県吉野ヶ里町から慶安年間に種子を取り寄せ、この嬉野不動山地区に1651年に植えられた事が嬉野茶の起こりと伝わり、この大チャノキはその中の1本が残ったもので樹齢は300年を超えるという。近代に入り数回の台風による風害により、枝が折られてしまったため、防風林としてイヌマキを植え、根元が踏み固められないように周囲を防護柵で囲う等の保護の結果、現在では樹勢は回復している。付近の名産品である嬉野茶の発祥に関わる由緒ある古木であり、嬉野茶のシンボルとなっている。